# Lance Tingay
Lance Tingay (ur. 15 lipca 1915 w Londynie, zm. 10 marca 1990 tamże) – brytyjski dziennikarz tenisowy.
Wieloletni obserwator Wimbledonu, 1952–1980 jako oficjalny korespondent „The Daily Telegraph”. Jedna z najpopularniejszych postaci środowiska dziennikarzy zajmujących się tenisem.
Autor wielu publikacji, m.in. Tennis A Pictorial History (1973), 100 Years of Wimbledon (1977), Royalty and Lawn Tennis; opracowywał także cenione roczniki statystyczne, w tym klasyfikacje zawodników.
W 1968 otrzymał Nagrodę Allison Danzig, a w 1982 został uhonorowany miejscem w Międzynarodowej Tenisowej Galerii Sławy.